# Reign of Fire (film)
Reign of Fire is een Brits-Amerikaanse sciencefiction/actiefilm uit 2002, geregisseerd door Rob Bowman. De hoofdrollen worden vertolkt door Christian Bale, Matthew McConaughey, Gerard Butler, en Izabella Scorupco.
De film werd met gemengde reacties ontvangen.

## Verhaal
De film begint in Londen in 2008. Tijdens werkzaamheden aan de Londense metro vinden bouwvakkers een slapende draak. Het beest ontwaakt en doodt alle omstanders. Alleen een 12-jarige jongen genaamd Quinn Abercromby overleeft. Al snel ontwaken wereldwijd meer draken. De dieren blijken miljoenen jaren in een soort winterslaap te hebben doorgebracht, nadat ze de dinosauriërs hadden uitgeroeid en daardoor geen voedsel meer hadden.
12 jaar later, in 2020, hebben de draken bijna de hele mensheid uitgeroeid. De laatste overlevenden houden zich in kleine gemeenschappen schuil in grotten en oude gebouwen in de hoop dat de draken spoedig weer in winterslaap zullen gaan bij gebrek aan voedsel. Quinn is nu leider van zo’n gemeenschap. Zijn groep bevindt zich in een oud kasteel, en houdt zich met moeite in leven met landbouw. Op een dag arriveert een groep Amerikanen geleid door Denton Van Zan bij het kasteel. Ze blijken zich te hebben gespecialiseerd in het opjagen en doden van draken. Quinn is sceptisch hierover, tot hij Van Zan en zijn team een draak ziet doden.
Van Zen vertelt Quinn dat hij mogelijk de zwakke plek van de draken kent; bijna alle draken zijn vrouwelijk. Er is maar een mannelijke draak die hen kan bevruchten, en die zit in Londen. Als ze hem doden, zullen de draken spoedig uitsterven daar ze door hun metabolisme niet lang leven en zich dus regelmatig moeten voortplanten. Quinn vreest de mannelijke draak daar dit de draak is die 12 jaar terug hem en de bouwvakkers aanviel in de metro. Van Zan besluit daarom met zijn team en enkele van de beste mensen uit Quinns groep de draak te gaan bevechten. Onderweg wordt de groep echter door de draak aangevallen. Alleen Van Zan overleeft de aanval. Vervolgens valt de draak het kasteel aan en richt daar een bloedbad aan onder de inwoners.
Quinn bedenkt zich en stemt toe met Van Zan op de mannelijke draak te jagen. In Londen blijken zich honderden draken te bevinden. Van Zan wil de mannelijke draak doden met een bom van magnesium en C-4. Bij de uitvoering van hun plan wordt Van Zan door de draak opgegeten, maar Quinn slaagt erin de draak te doden.
De film eindigt een paar maanden later. Draken worden bijna niet meer gezien en men gaat ervan uit dat ze uitgestorven zijn. Quinn en zijn groep proberen via een radiotoren contact te maken met andere overlevenden.

## Rolverdeling
| Acteur              | Rol              |
| ------------------- | ---------------- |
| Christian Bale      | Quinn Abercromby |
| Matthew McConaughey | Denton Van Zan   |
| Gerard Butler       | Creedy           |
| Izabella Scorupco   | Alex Jensen      |
| Alice Krige         | Karen Abercromby |
| Scott Moutter       | Jared Wilke      |
| David Kennedy       | Eddie Stax       |
| Alexander Siddig    | Ajay             |

## Achtergrond
Reign of Fire werd matig ontvangen door critici. Op Rotten Tomatoes gaf 40% van de beoordelaars de film een goede beoordeling. Metacritic gaf de film 39 punten van de 100.
De film opende op de 3e plaats in de Amerikaanse boxoffice, net achter Road to Perdition en Men in Black II. De film bracht 82.150.183 dollar op.

## Prijzen en nominaties
In 2002 won Reign of Fire op het Filmfestival van Sitges de prijs voor beste visuele effecten. De film werd tevens genomineerd voor de prijs van “beste film”.
In 2003 werd Reign of Fire genomineerd voor een Saturn Award voor beste fantasyfilm.